# Crithagra
Genre
Crithagra est un genre de passereaux comprenant 37 espèces de serins.

## Liste des espèces
- Crithagra rufobrunnea – Serin roux
- Crithagra concolor – (?)
- Crithagra citrinelloides – Serin d'Abyssinie
- Crithagra frontalis – Serin à diadème
- Crithagra hyposticta – Serin est-africain
- Crithagra capistrata – Serin à masque noir
- Crithagra koliensis – Serin du Koli
- Crithagra scotops – Serin forestier
- Crithagra leucopygia – Serin à croupion blanc
- Crithagra atrogularis – Serin à gorge noire
- Crithagra xanthopygia – Serin à croupion jaune
- Crithagra reichenowi – Serin de Reichenow
- Crithagra rothschildi – Serin d'Arabie
- Crithagra flavigula – Serin à gorge jaune
- Crithagra xantholaema – Serin de Salvadori
- Crithagra citrinipectus – Serin à poitrine citron
- Crithagra mozambica – Serin du Mozambique
- Crithagra dorsostriata – Serin à ventre blanc
- Crithagra ankoberensis – Serin d'Ankober
- Crithagra menachensis – Serin du Yémen
- Crithagra totta – Serin totta
- Crithagra symonsi – Serin de Symons
- Crithagra donaldsoni – Serin à gros bec
- Crithagra buchanani – Serin de Buchanan
- Crithagra flaviventris – Serin de Sainte-Hélène
- Crithagra sulphurata – Serin soufré
- Crithagra reichardi – Serin de Reichard
- Crithagra gularis – Serin gris
- Crithagra canicapilla – Serin ouest-africain
- Crithagra mennelli – Serin oreillard
- Crithagra tristriata – Serin à trois raies
- Crithagra albogularis – Serin à gorge blanche
- Crithagra burtoni – Serin de Burton
- Crithagra striolata – Serin strié
- Crithagra whytii – Serin bridé
- Crithagra melanochroa – Serin des Kipengere
- Crithagra leucoptera – Serin bifascié